# Codice SPARS

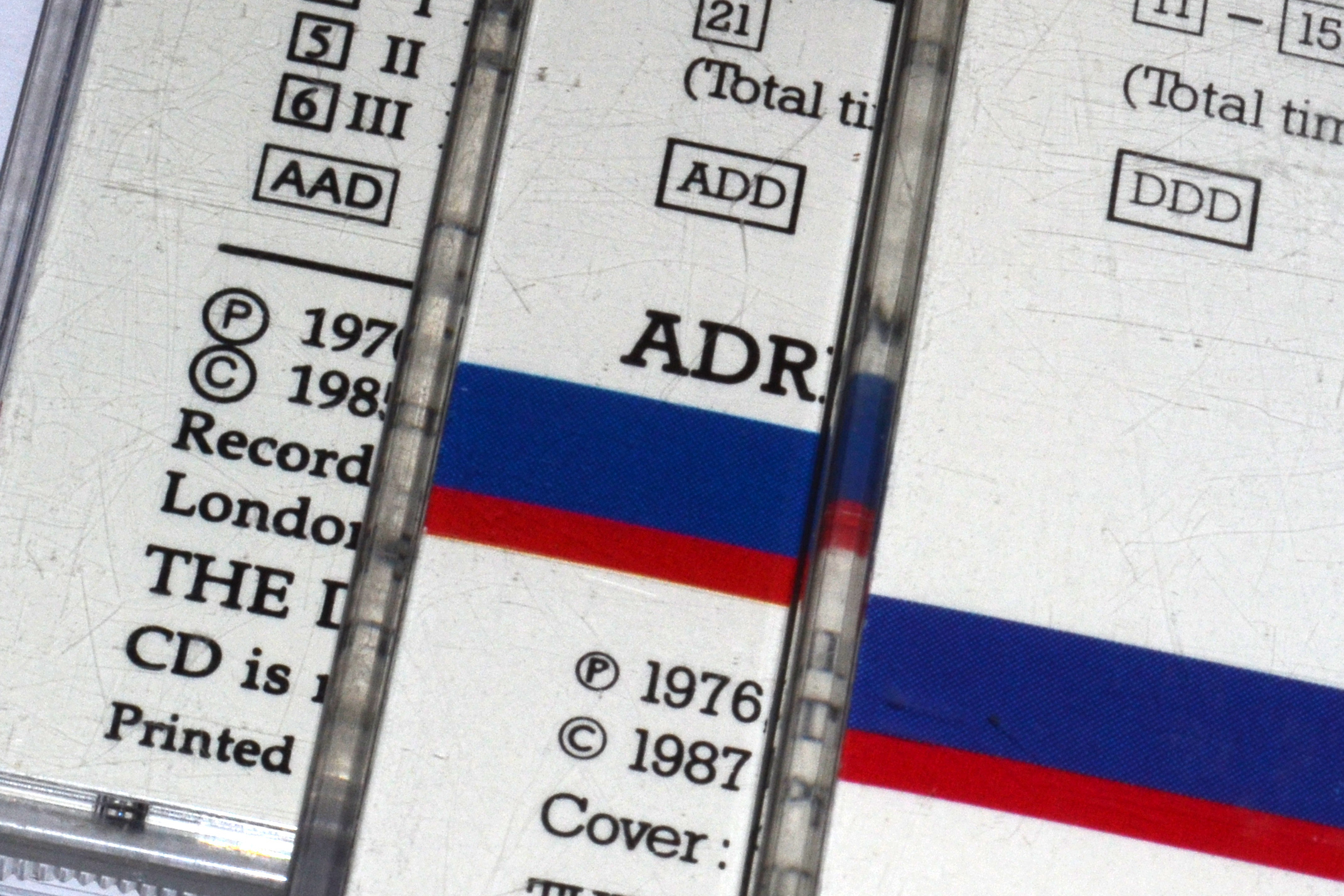
SPARS code (AAD, ADD, ADD)

Il codice SPARS (acronimo di Society of Professional Audio Recording Services) è un codice di tre lettere stampato sui Compact Disc dal 1984 per indicare la tipologia delle apparecchiature utilizzate per l'incisione del disco.

## Descrizione
Il codice è formato da tre lettere e ogni lettera può assumere valore A per indicare un'apparecchiatura analogica e valore D per indicare un'apparecchiatura digitale.
La prima lettera del codice indica il tipo di registratore usato per la prima incisione. Questo può essere analogico (ad esempio registratori a bobine o audiocassette) o digitale (ad esempio per nastri digitali o computer).
La seconda lettera del codice indica il tipo di registratore usato per il missaggio.
La terza lettera indica l'ultima masterizzazione effettuata. Questa è sempre analogica per, ad esempio, dischi in vinile o audiocassette, mentre è sempre digitale per, ad esempio, CD, SACD, DVD-Audio, DAT, MiniDisc o per la musica liquida.
Ci sono cinque codici ufficiali:
- AAA: una registrazione completamente analogica
- AAD: master analogico, missaggio analogico, rimasterizzazione digitale
- ADD: master analogico, missaggio digitale, masterizzazione digitale
- DDD: una registrazione completamente digitale
- DAD: master digitale, missaggio analogico, rimasterizzazione digitale

A questi codici si aggiungono poi altre combinazioni non ufficiali:
- ADA: master analogico, missaggio digitale, rimasterizzazione analogica
- DDA: master digitale, missaggio digitale, rimasterizzazione analogica
- DDDD: registrazione completamente digitale, inclusi gli strumenti